# 安德烈亚斯·库普费尔
安德烈亚斯·库普费尔（德語：Andreas Kupfer，1914年5月7日—2001年4月30日），德国男子足球运动员，场上位置是中场。他曾代表德国国家队参加1938年国际足联世界杯，结果止步十六强。